# 李刚 (1969年)
李刚（1969年11月—），男，汉族，四川成都人，中华人民共和国工人，中国共产党党员，天津钢管集团股份有限公司加工部主任电气师，天津市总工会兼职副主席，第十三届全国人民代表大会天津市代表。

## 生平
1990年，李刚中专毕业，分配到天津钢管公司管加工厂参加工作，担任维修电工。他曾两次被评为全国劳动模范，被称为“电气华佗”。他还获得过全国青年“五四”奖章、天津市党员“十大时代先锋”称号。2017年，李刚当选天津市总工会兼职副主席。2018年2月24日，当选为第十三届全国人大代表。